# Víctor Ticona Postigo
Víctor Lucas Ticona Postigo (17 de diciembre de 1952, Arequipa, Perú) es un jurista y abogado peruano, especializado en Derecho Civil. Magistrado de carrera, fue Presidente de la Corte Suprema de Justicia de la República del Perú, de enero de 2015 a noviembre de 2016. Fue Presidente del Jurado Nacional de Elecciones (Perú) del 2018 al 2020.

## Biografía
Cursó sus estudios superiores en la Universidad Nacional de San Agustín (UNSA) de su ciudad natal, donde se graduó de bachiller en Derecho y se recibió como abogado (1979). Se incorporó al Colegio de Abogados de Arequipa el 23 de noviembre de 1979. Obtuvo una maestría en Ciencias Sociales, con mención en Derecho de la Integración en la Universidad Católica Santa María de Arequipa (UCSM) y una maestría en Ciencias: Derecho, con mención en Derecho Constitucional y Tutela Jurisdiccional en la UNSA. En el 2003 obtuvo el grado académico de doctor en Derecho, en la UNSA.
En 1992 pasó a ser Vocal Superior Titular de la Corte Superior de Justicia de Arequipa y en 2004 Vocal Supremo Titular.
Ha ejercido también la docencia universitaria como profesor de la Facultad de Derecho de la UNSA.
El 5 de diciembre de 2014, el pleno de la Sala plena del Poder Judicial del Perú lo eligió como presidente de este poder del Estado, para el periodo 2015-2016, en reemplazo de Enrique Mendoza Ramírez. Obtuvo 12 votos de los 19 integrantes de la Sala Plena, contra seis votos de su competidor, el doctor Víctor Prado Saldarriaga.
El 15 de noviembre de 2016, siendo todavía presidente del Poder Judicial, fue elegido presidente del Jurado Nacional de Elecciones para el periodo 2016-2020, venciendo a la candidatura de José Lecaros, en la votación realizada por los jueces que integran la Sala Plena de la Corte Suprema de Justicia.
Presentó su renuncia a la presidencia de la Corte Suprema, la que fue aceptada el 16 de noviembre de 2016, siendo reemplazado interinamente por el juez decano Ramiro de Valdivia Cano, hasta que a principios del año siguiente asumió como nuevo presidente Duberlí Rodríguez, para el periodo 2017-2018.

## Publicaciones[2]
- Análisis y Comentarios al Código Procesal Civil. Tomos I y II, Lima-Perú, Editorial San Marcos 1998.
- El Debido Proceso y la Demanda Civil. Tomos I y II, Lima Perú, Editorial Rodhas, 1999.
- La Reconvención en el Proceso Civil, Lima Perú, Editorial Rodhas, 1999.
- La Razonabilidad de la Sentencia Justa. Arequipa, impresiones Bresco, 11 de diciembre de 2003.
- Curso de Derecho Procesal Civil I y II, Teoría General del Proceso y Disposiciones Aplicables a todo Procedimiento. Ira Ediciones Impresiones, Arequipa Perú 1991.

| Predecesor: Enrique Mendoza Ramírez | Presidente de la Corte Suprema y del Poder Judicial del Perú 5 de enero del 2015 - 16 de noviembre de 2016 | Sucesor: Ramiro de Valdivia Cano |